# Bököny
Bököny is een plaats (község) en gemeente in het Hongaarse comitaat Szabolcs-Szatmár-Bereg. Bököny telt 3275 inwoners (2001).